# Selinum sinchianum
Selinum sinchianum är en flockblommig växtart som först beskrevs av Kun Tsun Fu, och fick sitt nu gällande namn av C.Q.Yuan och L.B.Li. Selinum sinchianum ingår i släktet krusfrön, och familjen flockblommiga växter. Inga underarter finns listade i Catalogue of Life.